# Grant Baker
Grant "Twiggy" Baker (1973, Durban, África do Sul ) é um surfista profissional sul-africano. Ele é tricampeão mundial de surf, conservacionista oceânico e empresário.

## Destaques da carreira - Campeão Mundial de Surf de Ondas Grandes 2014 / 2017 / 2020
- Vencedor, 2019 World Surf League (WSL) Big Wave Tour (BWT) Nazare Challenge[2]
- Vencedor, Desafio WSL BWT Puerto Escondido 2016[3]
- Vencedor, 2014 WSL Mavericks Invitational
- Vencedor, WSL Punta Galea Challenge 2013[4]
- Vencedor, 2006 Mavericks Invitational

## Prêmios
- 2020 – Passeio XXL do Ano (Global Big Wave Awards) - 11 de dezembro de 2019 por seu passeio de ondas grandes em Jaws, Havaí
- Campeão do WSL Big Wave World Tour 2019 2019[5]
- 2018 – Campeão Nazare Invitational (Portugal)
- 2017 – Campeão do WSL Big Wave World Tour
- 2016 - Vencedor do WSL Big Wave World Tour Puerto Escondido Challenge (México)
- 2014 – XXL (Global Big Wave Awards) Surfline Melhor Performance Geral / Maior Onda
- 2014 – Campeão do WSL Big Wave World Tour
- 2013 – Campeão do Mavericks Invitational
- 2010 – Vencedor do Prêmio XXL Ride of the Year Global Big Wave) - 13 de fevereiro de 2010 por seu passeio de ondas grandes em Mavericks, Califórnia
- 2008 – XXL Biggest Wave Winner Global Big Wave Awards) - 27 de julho de 2007 por sua onda grande em Dungeons, África do Sul
- 2006 – Campeão do Mavericks Invitational